# Карлсруе (футбольний клуб)
«Карлсру́е» (нім. Karlsruher SC) — німецький футбольний клуб з однойменного міста.

## Досягнення
Чемпіонат Німеччини
- Чемпіон (1): 1909
- Віце-чемпіон (3): 1905, 1912, 1956

Кубок Німеччини
- Володар (2): 1955, 1956
- Фіналіст (2): 1960, 1996

Кубок Інтертото
- Володар (2): 1996
- Фіналіст (1): 1995

Кубок УЄФА:
- Півфіналіст (1): 1993/94